# Égout gravitaire

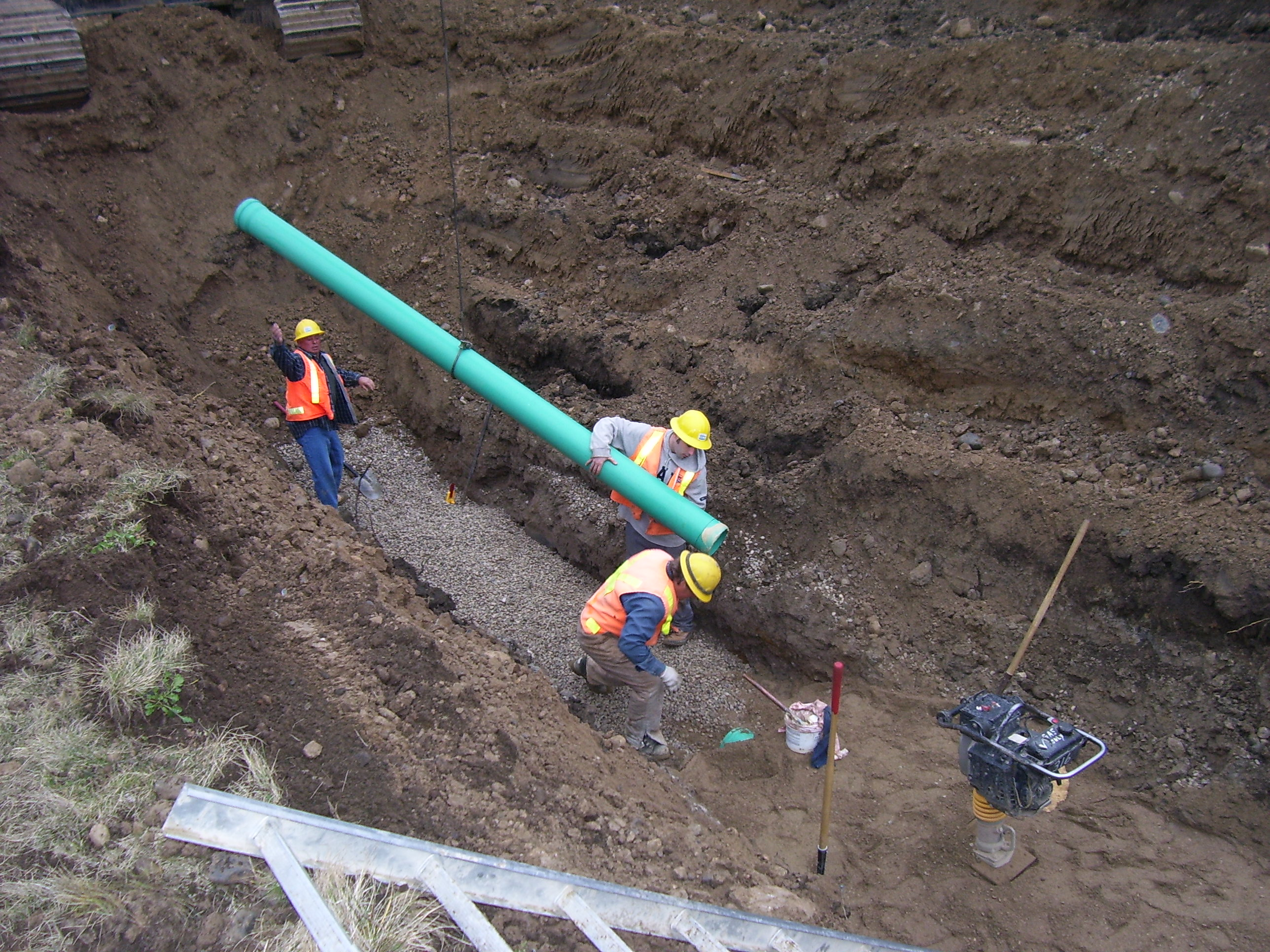
Installation d'égout gravitaire illustrant l'importante profondeur d'excavation souvent requise pour maintenir une pente favorable.

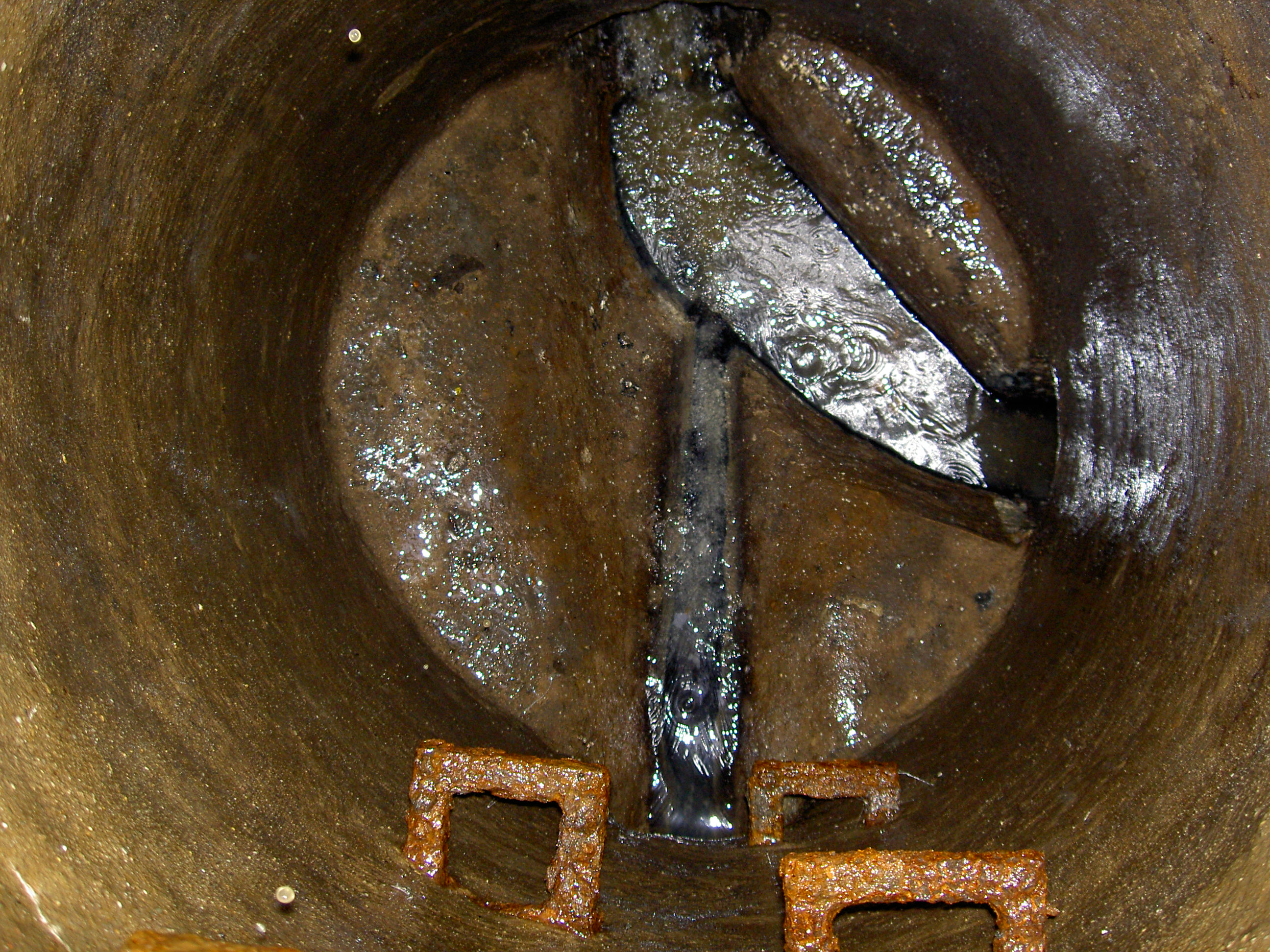
Écoulement d'égout par gravité comme vu regardant vers le bas dans un trou d'homme ouvert.

Un égout gravitaire est un conduit utilisant l'énergie résultant d'une différence d'élévation pour éliminer l'eau indésirable. Le terme égout implique l'élimination des eaux usées ou du ruissellement de surface plutôt que l'eau destinée à être utilisée; et le terme gravité exclut le mouvement de l'eau induit par les conduites forcées ou les égouts sous vide (en). La plupart des égouts sont des égouts gravitaires; parce que la gravité offre un mouvement fiable de l'eau sans frais d'énergie, partout où les pentes sont favorables. Les égouts gravitaires peuvent s'écouler vers des puisards, où le pompage est nécessaire, soit pour forcer les eaux usées vers un endroit éloigné, soit pour soulever les eaux usées à une altitude plus élevée pour les amener vers un autre égout gravitaire ; dans les usines de traitement des eaux usées, des stations de relevage sont souvent nécessaires pour soulever les eaux usées.

## Histoire
Les premiers égouts étaient des fossés pour éliminer l'eau stagnante des endroits boueux où le sol sec était préférable pour l'activité humaine. Les premiers égouts remplissaient une fonction similaire aux égouts pluviaux (en)  modernes. Les égouts unitaires ont évolué à partir de la pratique dans les premiers fossés de drainage, consistant à exploiter l'écoulement afin d'éliminer d'autres déchets, compris les excréments d'animaux de trait (en). Les égouts sont devenus désagréables à mesure que les concentrations de déchets augmentaient dans les collectivités à forte densité de population. Des passages couverts  ont été établis pour couvrir les liquides repoussants. Les communautés prospères utilisaient la maçonnerie appareillée pour couvrir les premiers égouts. Des tuyaux en terre cuite étaient utilisés pour les égouts à faible volume. La partie d'un égout se déversant dans une pièce d'eau naturelle est appelée un émissaire.

## Hydraulique d'égout gravitaire
Les réseaux d'égouts gravitaires ressemblent généralement au modèle de ruissellement régional avec de grands égouts principaux dans chaque vallée recevant le débit de petits égouts latéraux s'étendant sur les coteaux. Les systèmes d'égouts sur un terrain relativement plat nécessitent une planification et une construction minutieuses pour minimiser les pertes d'énergie lors de chutes, de virages serrés ou de jonctions turbulentes. Chaque tronçon de l'égout doit régulièrement connaître la vitesse minimale nécessaire pour maintenir les solides en suspension et éviter le blocage du dépôt de solides dans les zones à faible vitesse. Cependant, les égouts dans les zones vallonnées peuvent nécessiter des dispositifs de dissipation d'énergie pour éviter les dommages aux égouts dus à des vitesses de fluide élevées et aux effets de griffure des solides granuleux en écoulement turbulent. Les égouts couverts sont enterrés sous le seuil du gel pour éviter le gel, et suffisamment profonds pour recevoir un écoulement gravitaire des sources d'eaux usées prévues. Les égouts gravitaires longs peuvent nécessiter des profondeurs d'excavation ou des tunnels importants pour maintenir des gradients acceptables près de l'exutoire d'égout.

## Matériaux d'égouts améliorés

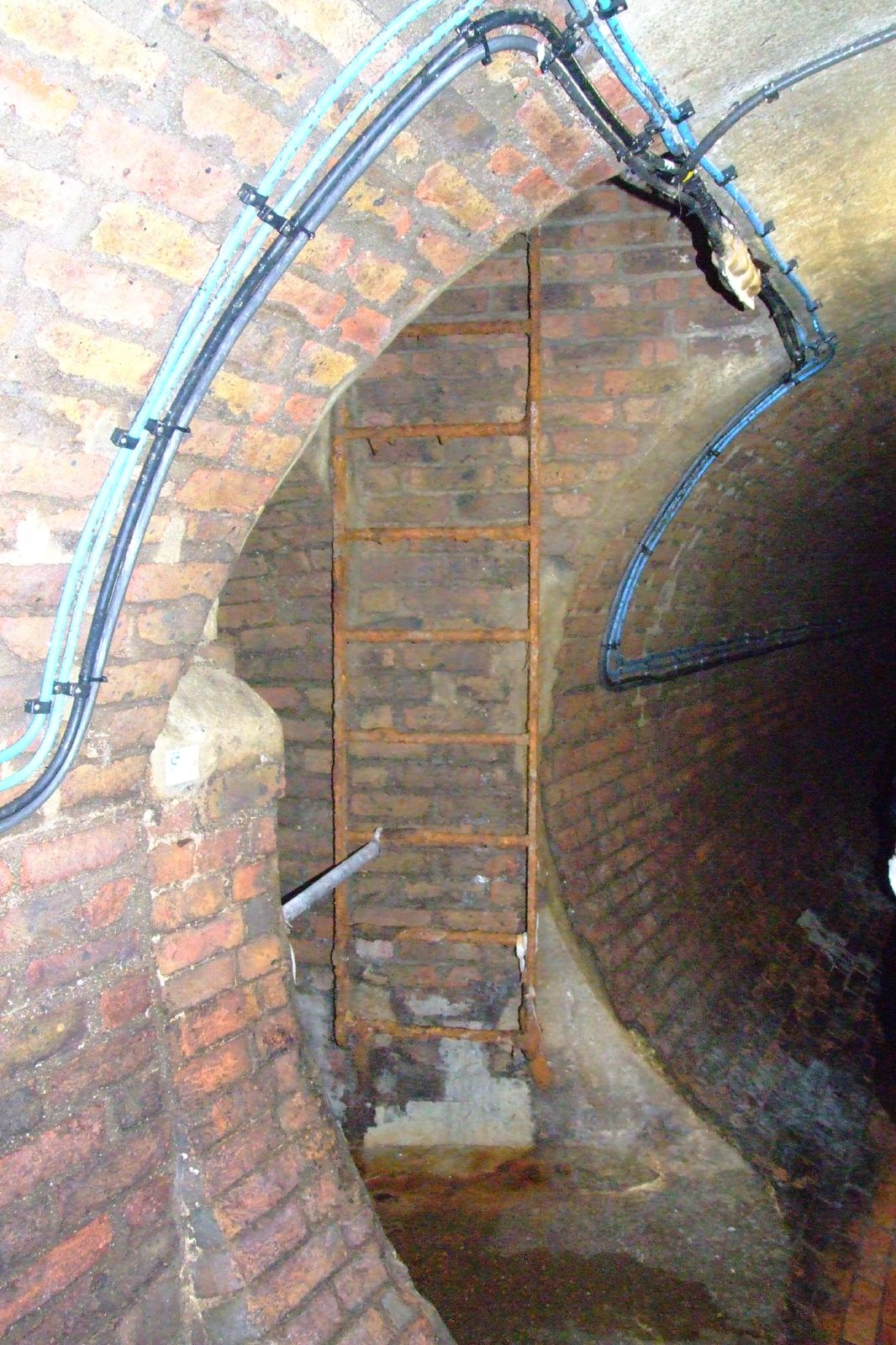
Les anciens égouts gravitaires en brique comme celui-ci sont généralement remplacés par du béton armé.

La révolution industrielle a augmenté la densité de population dans les districts de fabrication et a produit des tuyaux utiles pour les systèmes d'évacuation des eaux usées des bâtiments aux égouts. Les égouts gravitaires ont été assemblés à partir de tuyaux en fonte, de tuyaux en grès, de tuyaux en béton préfabriqué, de tuyaux en amiante-ciment et de tuyaux en plastique. Alors que certains anciens égouts de maçonnerie restent en service, de nouveaux égouts de plus de 1 mètre de diamètre  utilisent généralement du béton armé . Les tuyaux en tôle ondulée peuvent être utilisés pour les égouts pluviaux ou les eaux usées avec un risque tout aussi faible de conditions corrosives. Les sections transversales non cylindriques peuvent présenter des avantages pour les égouts de grand diamètre.

## Pompage des alternatives à la gravité
La disponibilité de pompes fiables, permet d'élever les accumulations d'eau, dans les égouts gravitaires, des puisards de collecte, dans les excavations comme les mines ou les fondations de bâtiments; mais le coût du pompage des eaux de ruissellement de surface décourage l'utilisation des stations de relevage dans les égouts pluviaux ou les égouts unitaires. Le coût capitalisé de l'exploitation et de l'entretien des stations de relevage et des alimentations électriques de secours, justifie généralement un coût initial considérable pour l'excavation ou le creusement de tunnels pour la construction d'un égout gravitaire. Le traitement des eaux usées est le plus efficace dans les emplacements centralisés; et le pompage est souvent nécessaire pour soulever les eaux usées depuis des altitudes plus basses jusqu'à l'ouvrage de dérivation (en) de l' usine de traitement des eaux usées. Les structures appelées régulateurs permettent le débordement dans les égouts gravitaires lorsque le débit de pointe dans les égouts unitaires dépasse la capacité de pompage. Les égouts séparatifs sont préférés pour le pompage rentable des eaux usées lorsqu'un traitement est nécessaire. Les égouts gravitaires sont préférés là où les pentes sont favorables, mais les stations de relevage acheminent souvent les eaux usées vers les usines de traitement des eaux usées.
Les égout sous vide (en)  ont une pression négative permanente; grâce aux améliorations technologiques, ils sont devenus plus comparables aux égouts gravitaires en termes de coûts d'exploitation et d'entretien, et sont moins chers à installer.

### Sources
- Robert W. Abbett, American Civil Engineering Practice, vol. II, New York, John Wiley & Sons, 1956
- E.W. Steel et Terence J. McGhee, Water Supply and Sewerage, New York, Fifth, 1979 (ISBN 0-07-060929-2)
- Daniel A. Okun, Sewage Treatment Plant Design, American Society of Civil Engineers and Water Pollution Control Federation, 1959
- Leonard Church Urquhart, Civil Engineering Handbook, vol. II, New York, Fourth, 1959
- Design and Construction of Sanitary and Storm Sewers, New York, American Society of Civil Engineers, 1970